# 岡山県道441号下神代哲多線
岡山県道441号下神代哲多線（おかやまけんどう441ごう しもこうじろてったせん）は、岡山県新見市を通る一般県道である。

## 概要
新見市神郷下神代から新見市哲多町宮河内に至る。

### 路線データ
- 起点：岡山県新見市神郷下神代（国道182号交点）
- 終点：岡山県新見市哲多町宮河内（岡山県道33号新見川上線交点）
- 総延長：9.30 km
- 実延長：9.25 km

## 歴史
- 1974年（昭和49年）12月20日 - 岡山県告示第1,159号により認定される。
- 2005年（平成17年）3月31日 - 新見市と阿哲郡の全4町が対等合併して改めて新見市が発足したことに伴い全線が新見市域のみを通る路線になり、併せて起終点の地名表記が変更される。
- 2006年（平成18年）4月1日 - 県道の管理権限を岡山県から新見市へ移譲[1]。
- 2008年 (平成20年) 6月11日 -道路が一部欠損し落下 。けが人2人。

## 地理

### 通過する自治体
- 新見市

### 交差する道路
| 交差する道路           | 交差する場所 | 交差する場所 |
| ---------------------- | ------------ | ------------ |
| 国道182号              | 神郷下神代   | 起点         |
| 岡山県道33号新見川上線 | 哲多町宮河内 | 終点         |

### 交差する鉄道
- 芸備線

### 沿線
- 新見市立神代小学校
- 健康の森
- 岡山県健康の森学園支援学校
- 岡山県健康の森学園障害者支援施設